# Live (musikgruppe)
 For alternative betydninger, se Live. (Se også artikler, som begynder med Live)
LIVE er et amerikansk rockband fra York i Pennsylvania i USA.

## Medlemmer
| Nuværende medlemmer - Ed Kowalczyk – forsanger, rytmeguitar (1989–2009, 2016–nu) Tourmusikere - Zak Loy – leadguitar, baggrundsvokal (2022–nu), rhythm guitar (2016–2022) - Robin Diaz – drums (2017–2019, 2022–present) - Chris Heerlein – bas (2022–nu) | Tidligere medlemmer - Chris Shinn – forsanger, rytmeguitar (2012–2016) - Chad Taylor – leadguitar, baggrundsvokal (1989–2009, 2012–2022) - Patrick Dahlheimer – bas (1989–2009, 2012–2022) - Chad Gracey – trommer (1989–2009, 2012–2022) Tidligere tour-medlemmer - Christopher Thorn – rytmeguitar (1998) - Adam Kowalczyk – rytmeguitar, baggrundsvokal (1999–2009) - Michael "Railo" Railton – keyboard (1999–2002, 2008) - Sean Hennesy – rytmeguitar (2012) - Alexander Lefever – keyboard (2012) - Clint Simmons – percussion (2019–2022) |

Tidslinje

## Udgivelser
- The Death of a Dictionary (1989, as Public Affection)
- Mental Jewelry (1991)
- Throwing Copper (1994)
- Secret Samadhi (1997)
- The Distance to Here (1999)
- V (2001)
- Birds of Pray (2003)
- Songs from Black Mountain (2006)
- The Turn (2014)